# Região Geográfica Imediata de Barretos
A Região Geográfica Imediata de Barretos é uma das 53 regiões imediatas do estado brasileiro de São Paulo, uma das cinco regiões imediatas que compõem a Região Geográfica Intermediária de Ribeirão Preto e uma das 509 regiões imediatas no Brasil, criadas pelo IBGE em 2017.
É composta por 16 municípios, tendo uma população estimada pelo IBGE para 1.º de julho de 2017, de 424 560 habitantes e uma área total de 7 689,791 km².

## Municípios
Fonte: IBGE – Cidades
| Município           | População Estimada (2017) | Área (km²) |
| ------------------- | ------------------------- | ---------- |
| Barretos            | 120 638                   | 1566.161   |
| Bebedouro           | 77 761                    | 683.192    |
| Cajobi              | 10 444                    | 176.929    |
| Colina              | 18 376                    | 422.303    |
| Colômbia            | 6 225                     | 728.648    |
| Guaíra              | 40 287                    | 1258.465   |
| Guaraci             | 10 964                    | 641.501    |
| Jaborandi           | 6 917                     | 273.438    |
| Monte Azul Paulista | 19 234                    | 263.462    |
| Olímpia             | 54 037                    | 802.555    |
| Severínia           | 17 115                    | 140.46     |
| Taiaçu              | 6 255                     | 107.059    |
| Taiúva              | 5 603                     | 132.459    |
| Taquaral            | 2 823                     | 53.892     |
| Terra Roxa          | 9 227                     | 221.541    |
| Viradouro           | 18 654                    | 217.726    |
| Total               | 424 560                   | 1 566,161  |